# Martin Kelly (judoka)
Martin James Kelly (Warburton, 20 de febrero de 1973) es un deportista australiano que compitió en judo. Ganó cinco medallas en el Campeonato de Oceanía de Judo entre los años 1998 y 2004.

## Palmarés internacional
| Campeonato de Oceanía | Campeonato de Oceanía      | Campeonato de Oceanía | Campeonato de Oceanía |
| Año                   | Lugar                      | Medalla               | Categoría             |
| --------------------- | -------------------------- | --------------------- | --------------------- |
| 1998                  | Apia (Samoa)               | Medalla de bronce     | –100 kg               |
| 2000                  | Sídney (Australia)         | Medalla de bronce     | –100 kg               |
| 2002                  | Wellington (Nueva Zelanda) | Medalla de plata      | –100 kg               |
| 2003                  | Suva (Fiyi)                | Medalla de oro        | –100 kg               |
| 2004                  | Numea (Francia)            | Medalla de oro        | –100 kg               |